# Wahlscheid-Seelscheider Lößgebiet
Das Wahlscheid-Seelscheider Lößgebiet, auch Südbergische Lößhochfläche genannt, ist laut dem Handbuch der naturräumlichen Gliederung Deutschlands eine Naturräumliche Einheit mit der Ordnungsnummer 338.6 im Bergischen Land, einem Teil des Rheinischen Schiefergebirges. Das Lößgebiet liegt zwischen der unteren Sülz im Westen und der Brölhochfläche im Osten.
Es umfasst Teile des Rhein-Sieg-Kreises um Neunkirchen-Seelscheid und des Rheinisch-Bergischen Kreises um den Lohmarer Ortsteil Wahlscheid und grenzt im Norden an die Agger-Sülz-Hochflächen (Ordnungsnummer 338.4), im Westen an die Bergische Heideterrasse (550) in der Niederrheinischen Bucht (55), im Süden an das Mittelsiegtal (330.1) und im Osten an die Mucher Hochfläche (338.5) und die Brölhochfläche (338.7). Das Lößgebiet wird von der Agger in zwei Teile zerschnitten.

## Gliederung
Das Wahlscheid-Seelscheider Lößgebiet ist in folgende untergeordnete Naturräume gegliedert:
- 338.6 Wahlscheid-Seelscheider Lößgebiet

- 338.60 Scheiderhöhe
- 338.61 Wahlscheider Aggertal
- 338.62 Wahnhochfläche